# Gauderic Andreu Gastú
Gauderic Andreu Gastú, Gaudérique André Joseph Gastu en francès, (Banyuls dels Aspres, 27 de novembre del 1802 - Constantina, 17 d'octubre del 1859) va ser un militar rossellonès destinat al nord de l'Àfrica.

## Biografia
Després d'haver acabat els seus estudis a Banyuls, s'enrolà voluntari a l'exèrcit l'1 d'agost del 1823, i participà en l'expedició dels Cent Mil Fills de Sant Lluís. Set anys més tard ja era sotstinent de cavalleria i va ser destinat a l'expedició a Algèria del 1830, on fou adscrit al 1r regiment de Caçadors d'Àfrica en crear-se aquest cos. El 21 de juny del 1833 va ser nomenat tinent, i el 31 de desembre de l'any següent fou ascendit a capità dels espahis regulars d'Alger. Va ser citat a l'ordre de l'exèrcit en diverses ocasions (11.10.1835, 4.1.1836), com el 31 de març del 1836 per un combat al coll de Mouzaïa, on el seu cavall fou mort i ell ferit. El 1839 va ser reassignat als Caçadors d'Àfrica i s'hi distingí en l'expedició de Médéah.
Rebé els nomenaments de major del cos de cavalleria indígena (22.7.1812) i del 1r regiment de Caçadors d'Àfrica (3.10.1814), el de cap d'esquadró del 2n regiment (22.7.1840), tinent-coronel del 5è regiment de Llancers (28.8.1846), coronel del 3r regiment de Dragons (1.5.1849), per acabar essent nomenat general de brigada el 28 de desembre del 1852. Fou comandant de la sub-divisió d'Oran el 1853, i inspector de la legió de gendarmeria d'Àfrica els anys 1853-1856. Encapçalà l'expedició a la Cabília del 1857, per la qual rebé una nova citació a l'ordre general de l'exèrcit. Rebé el nomenament de general de divisió el 12 d'agost del 1857, i el 13 de novembre del mateix any li va ser encomanada la regió de Constantina, on es mostrà un administrador actiu que, a més, afavorí l'autoritat civil davant la preeminència militar habitual a l'època.
Fou distingit amb els títols de cavaller (30.8.1836), oficial (6.3.1840) i comandant de la Legió d'Honor (12.8.1855). L'actual Bekkouche Lakhdar, una vila de repoblació algeriana a la carretera Gulema-Philippeville creada el 23 de juny del 1860, portà el seu nom abans de la independència d'Algèria.
El seu nebot Francesc Josep Gastú (Sureda, 18.11.1834 — Alger, 4.10.1908) va ser un polític i advocat establert a Constantina que va ser elegit diputat per Alger el 1876 i 1877-1881.